# Téspis
Téspis (em grego clássico: Θέσπις; fl. c. 610–550 a.C.) foi, segundo algumas fontes da Grécia Antiga, especialmente Aristóteles, um ator e poeta grego. É amplamente conotado como o primeiro ator da história, tendo representado personagens em peças de teatro. Segundo outras fontes, ele introduziu a figura do ator principal, destacando-se do coro. É também considerado como o inventor da tragédia e o primeiro produtor teatral. A palavra inglesa thespian, sinónimo de ator, é inspirada por Téspis.
Quase nada se sabe da vida de Téspis, apenas que teria começado a atuar em coros, chegando a ser líder de um deles (possivelmente por ser chefe de uma aldeia). Viajou pela Grécia, sozinho ou com o seu coro, numa carroça que mais tarde ficaria conhecida como "carro de Téspis" e que lhe servia de meio de transporte e palco para as suas representações.

## Histórico
Em 600 a.C., o ateniense Árion de Lesbos, nascido em Metímna, passou a escrever poesia para cantos de coral denominados de ditirambos. Na época, as apresentações públicas possuíam um caráter litúrgico e não artístico. O povo se reunia nas ágoras da cidade para os rituais em louvor a Dionísio. Para tanto, o coro declamava a poesia e dançava a coreografia inspirada nos cânticos ditirâmbicos. Nesta época, o ator era chamado de hipocritès, ou seja, fingidor ou "respondedor".
Téspis teve a grande ousadia de pôr um ator a dialogar com o coro, sendo-lhe assim atribuída a "invenção" do teatro. A esse ator era dado o nome de protagonista, termo que ainda hoje se usa para designar o personagem principal de uma ficção dramática.
No decurso das suas perambulações de uma festividade para outra, chegou a Atenas vencendo o festival em honra de Dioniso denominado a “Grande Dionisíaca”.
Téspis criou o conceito de "monólogo" ao apresentar-se na Grande Dionisíaca da Grécia Antiga, no século V a.C. em Atenas, munido de máscara e vestindo uma túnica, interpretando o deus Dionísio e destacando-se do coro, sobre a sua carroça (o "carro de Téspis"). Tal atitude era uma grande ousadia já que esse papel era reservado aos sacerdotes ou aos reis. Téspis havia passado por cima da autoridade do arconte, o legislador, e criara um argumento artístico dentro de uma apresentação litúrgica politeísta, criando o papel do protagonista em um movimento que futuramente ficaria conhecido como tragédia grega.
Teria também criado o segundo ator, ou o que mais tarde Ésquilo chamaria de deuteragonista, ao interpretar de uma só vez dois personagens distintos, usando para isso, duas máscaras, uma no rosto e outra na nuca.
Ao que parece representava textos moralistas que criticavam o comportamento humano. Não se sabe se é verdade ou não, mas também se diz que introduziu as máscaras e os fatos no teatro, se bem que essa honra seja também atribuída a Ésquilo. Também não é seguro se criou ou não um espaço dedicado exclusivamente às suas representações.